# Sao kê
Sao kê là hình thức liệt kê lại lịch sử thanh toán của cá nhân hay tổ chức một cách chi tiết nhất trong các hoạt động như: chi tiêu, thanh toán nợ, ứng tiền mặt... bao gồm cả các giao dịch tín dụng ra và vào tài khoản. 

## Phân loại
Có 2 loại sao kê chính:
- Sao kê trực tuyến:  Sao kê trực tuyến hay còn gọi là sao kê online, là hình thức sao kê được thực hiện trên ứng dụng Internet Banking của ngân hàng. Việc sao kê online có thể dễ dàng thực hiện. Tuy nhiên, nó chỉ mang tính chất kiểm kê tài khoản, chứ không thể bổ sung hồ sơ giấy tờ cho các thủ tục hành chính liên quan như: hồ sơ vay, hồ sơ chứng thực tài sản...
- Sao kê trực tiếp:  Là hình thức chủ tài khoản đến trực tiếp ngân hàng và yêu cầu sao kê. Sao kê trực tiếp là văn bản có xác nhận mộc đỏ của ngân hàng, vì thế văn bản này có giá trị về mặt pháp lý và thường được sử dụng để bổ sung vào hồ sơ hành chính hoặc chứng minh tính minh bạch của tài khoản.

## Công dụng

### Sao kê lương
Sao kê lương là một hình thức yêu cầu ngân hàng cung cấp thông tin về tiền lương mỗi tháng, các khoản chi tiêu, các khoản thanh toán dịch vụ... để tạo điều kiện xét duyệt hồ sơ hoặc giải quyết các thủ tục pháp lý.

### Dư nợ sao kê
Dư nợ sao kê nhằm thông báo chi tiết về số tiền nợ từ các khoản vay: vay tín chấp, vay thế chấp, thẻ tín dụng... để minh chứng cho việc chi tiêu trước đó, nhằm chi trả thẻ tín dụng đúng hạn và đúng hạn mức.